# Flavio Orlandi
Flavio Orlandi (ur. 12 kwietnia 1921 w Canino, zm. 8 stycznia 2009 w Rzymie) – włoski polityk i publicysta, członek Izby Deputowanych, poseł do Parlamentu Europejskiego I kadencji.

## Życiorys
Podczas II wojny światowej walczył w partyzantce, powiązanej z ruchem Sprawiedliwość i Wolność. Ukończył studia prawnicze i politologiczne, zawodowo zajął się publicystyką. Od 1966 do 1978 był dyrektorem politycznym lewicowego dziennika „Avanti!”, w tym od 1966 do 1969 wspólnie z politykiem PSI Gaetano Arfé. Później kierował związanym z socjaldemokratami dziennikiem „L'Umanità”. Został honorowym dyrektorem Fundacji Matteotti.
Wstąpił do Włoskiej Partii Socjaldemokratycznej, zajmował stanowisko lidera jej frakcji parlamentarnej (1972) i sekretarza narodowego partii (1972–1975). W latach 1958–1976 zasiadał w Izbie Deputowanych III, IV, V i VI kadencji. W 1979 wybrano go posłem do Parlamentu Europejskiego, gdzie przystąpił do frakcji socjalistycznej. Od 1977 do 1989 należał do CNEL, organu doradczego ds. ekonomii i pracy, w latach 80. był wiceprezesem INAL, państwowej korporacji ubezpieczeniowej. W 1989 po rozwiązaniu PSDI przeszedł do Włoskiej Partii Socjalistycznej.

## Życie prywatne
Był żonaty, jego syn Maurizio został profesorem prawa unijnego na Uniwersytecie Rzymskim „La Sapienza”.